# IC 534
IC 534 ist eine Spiralgalaxie vom Hubble-Typ Sb im Sternbild Hydra südlich des Himmelsäquators. Sie ist schätzungsweise 151 Millionen Lichtjahre von der Milchstraße entfernt und hat einen Durchmesser von etwa 75.000 Lj. 

Im selben Himmelsareal befindet sich u. a. die Galaxie NGC 2858.
Das Objekt wurde am 17. April 1893 vom französischen Astronomen Stéphane Javelle entdeckt.